# Mariano Del Col
Mariano Fernando Del Col (Buenos Aires, Argentina; 7 de enero de 1993) es un futbolista profesional italo argentino polifuncional surgido en Chacarita Juniors. Juega de volante o lateral y su equipo actual es Talleres (RdE) de la Primera Nacional.

## Trayectoria
Del Col llega en el año 2010 a Chacarita Juniores en inferiores, donde es visto por el DT del primer equipo en ese entonces Carlos Fabián Leeb. El mismo lo tiene en cuenta para sumarlo con el plantel de primera división y es ahí donde luego de dos años de su llegada al club inicia su carrera como profesional. 
Luego fue parte del plantel del Huracán de Comodoro Rivadavia) que ganó el Torneo Inicial 2015 de la Liga de Fútbol de Comodoro Rivadavia.
En 2016 migró a Italia y fichó por la Associazione Sportiva Troina. Ganó el ascenso con el club en su primera temporada y jugó para el Troina en la Serie D 2017-18 donde disputó 30 partidos y anotó 3 goles.
Su campaña llamó la atención del Siracusa Calcio de la Serie C, que fichó al defensor argentino por 3 temporadas, en la temporada 2018-19, su primera temporada como profesional. Dejó al club al término de la temporada, cuando el club fue liquidado.
Tras quedarse sin club, Del Col fichó por el Vibonese Calcio de la Serie C el 23 de julio de 2019. Solo estuvo una temporada en su nuevo club.
Para luego acordar por la temporada 20/21 con el  Acireale Calcio. 
El 21 de enero de 2021 fichó por el FC Francavilla 1931 de la Serie D.
En 2022 volvió a Chacarita Juniors pero no disputó minutos en Primera con el equipo de San Martin. Continuó su carrera en Boca Unidos de la Provincia de Corrientes.
En 2024 jugó para Estudiantes de Bs. As.; mientras que en diciembre de ese año se incorporó a Talleres (RdE).

## Clubes
| Club                         | País      | Año           |
| ---------------------------- | --------- | ------------- |
| Huracán (Comodoro Rivadavia) | Argentina | 2015-2016     |
| Troina                       | Italia    | 2016-2018     |
| Siracusa Calcio              | Italia    | 2018-2019     |
| Vibonese Calcio              | Italia    | 2019-2020     |
| Acireale                     | Italia    | 2020-2021     |
| Francavilla                  | Italia    | 2021          |
| Fasano                       | Italia    | 2021-2022     |
| Chacarita Jrs                | Argentina | 2022          |
| Boca Unidos                  | Argentina | 2023          |
| CA Estudiantes               | Argentina | 2024          |
| Talleres (RdE)               | Argentina | 2024-Presente |

## referencia
1. ↑  «La campaña de Huracán campeón del inicial.». www.futbolcomodorense.com.ar. Consultado el 27 de octubre de 2019.
2. ↑  NORZ. «Del Col Mariano Fernando - Carriera - stagioni, presenze, goal - TuttoCalciatori.Net - ✅». www.tuttocalciatori.net (en italiano). Consultado el 27 de octubre de 2019.
3. ↑  riservati, GoalSicilia-Tutti i diritti (15 de julio de 2019). «Ex Siracusa: per Del Col sirene dalla C e dalla D». GoalSicilia.it - Le squadre del calcio in Sicilia e non solo... (en italiano). Consultado el 27 de octubre de 2019.
4. ↑  «MERCATO VIBONESE, doppio innesto per i rossoblù: ecco Del Col». CalabriaGol (en it-IT). 23 de julio de 2019. Consultado el 27 de octubre de 2019.
5. ↑  «FC Francavilla, è fatta per l'arrivo dell'argentino Del Col». Metropolitan Magazine (en it-IT). 21 de enero de 2021. Consultado el 8 de julio de 2021.
6. ↑  «Mariano Del Col se suma a Boca Unidos». Corrientes Hoy. Consultado el 16 de febrero de 2023.